# Primetime Creative Arts Emmy Awards 2014
La cerimonia della 66ª edizione dei Primetime Creative Arts Emmy Awards (66th Primetime Creative Arts Emmy Awards) si è tenuta il 16 agosto 2014 presso il Nokia Theatre di Los Angeles.
Tra gli artisti saliti sul palcoscenico per annunciare i vincitori figurano: Patrick Adams, Uzo Aduba, Fred Armisen, Carrie Brownstein, Laverne Cox, Morgan Freeman, Vince Gilligan, Tony Goldwyn, Judy Greer, Jonathan Groff, Tim Gunn, Tony Hale, Allison Janney, Keegan Michael Key, Heidi Klum, Nick Kroll, Jane Lynch, Natasha Lyonne, Joe Manganiello, Joel McHale, Kumail Nanjiani, Jordan Peele, Carrie Preston, Sarah Rafferty, Jim Rash, Paul Scheer, Amy Schumer, Adam Shankman, Aisha Tyler, Matt Walsh, Matt Weiner, Zach Woods e Bellamy Young.
Le candidature erano state annunciate il 10 luglio 2014.

## Primetime Creative Arts Emmy Awards
Segue la lista completa delle categorie con i rispettivi candidati. I vincitori sono indicati in cima all'elenco di ciascuna categoria, seguiti dal resto degli artisti o programmi nominati.

### Programmi televisivi

#### Miglior serie animata
- Bob's Burgers, per l'episodio Mazel Tina
  - Archer, per l'episodio Archer Vice: Le regole dell'estrazione
  - Futurama, per l'episodio finale Meanwhile
  - South Park, per l'episodio Black Friday
  - Teenage Mutant Ninja Turtles: The Manhattan Project

#### Miglior programma per bambini
- One Last Hug: Three Days at Grief Camp
  - Degrassi
  - Dog with a Blog
  - Buona fortuna Charlie (Good Luck Charlie)
  - Nick News with Linda Ellerbee - Family Secrets: When Violence Hits Home
  - Wynton Marsalis – A YoungArts Masterclass

#### Miglior reality strutturato
- Shark Tank, trasmesso dalla ABC
  - Antiques Roadshow, trasmesso da PBS
  - Diners, Drive-Ins and Dives, trasmesso da Food Network
  - MythBusters, trasmesso da Discovery Channel
  - Undercover Boss, trasmesso dalla CBS
  - Who Do You Think You Are?, trasmesso da TLC

#### Miglior reality non strutturato
- Deadliest Catch, trasmesso da Discovery Channel
  - Alaska: The Last Frontier, trasmesso da Discovery Channel
  - Flipping Out, trasmesso da Bravo
  - Million Dollar Listing New York, trasmesso da Bravo
  - Wahlburgers, trasmesso da A&E
  - Wild Things with Dominic Monaghan, trasmesso da BBC America

#### Miglior speciale varietà
- AFI Life Achievement Award: A Tribute to Mel Brooks, trasmesso da TNT
  - The Beatles: The Night That Changed America, trasmesso dalla CBS
  - Best of Late Night with Jimmy Fallon Primetime Special, trasmesso dalla NBC
  - Billy Crystal: 700 Sundays, trasmesso dalla HBO
  - The Kennedy Center Honors, trasmesso dalla CBS
  - Sarah Silverman: We Are Miracles, trasmesso dalla HBO

#### Miglior programma - categoria speciale
- Cerimonia dei Tony Award 2013, trasmessa dalla CBS
  - Cerimonia di apertura dei XXII Giochi olimpici invernali, trasmessa da NBC
  - Cerimonia dei Golden Globe 2014, trasmessa da NBC
  - Cerimonia dei premi Oscar 2014, trasmessa dalla ABC
  - The Sound of Music Live!, trasmesso dalla NBC

#### Miglior documentario o programma non-fiction
- American Masters, trasmesso da PBS
- Years of Living Dangerously, trasmesso da Showtime
  - Cosmos: Odissea nello spazio (Cosmos: A SpaceTime Odyssey), trasmesso da Fox e National Geographic
  - Pioneers of Television, trasmesso da PBS
  - World Wars - Il mondo in guerra (The World Wars), trasmesso da History

#### Miglior speciale documentario o non-fiction
- JFK (American Experience), trasmesso dalla PBS
  - Paycheck to Paycheck: The Life and Times of Katrina Gilbert, trasmesso dalla HBO
  - Running From Crazy, trasmesso da OWN
  - The Sixties: The Assassination of President Kennedy, trasmesso dalla CNN
  - The Square, trasmesso da Netflix
  - Whoopi Goldberg Presents Moms Mabley, trasmesso dalla HBO

#### Miglior programma o speciale divulgativo
- Anthony Bourdain: Parts Unknown, trasmesso dalla CNN
- Vice, trasmesso dalla HBO
  - Inside the Actors Studio, trasmesso da Bravo
  - Morgan Freeman Science Show (Through the Wormhole with Morgan Freeman), trasmesso da Science Channel
  - The Writers' Room, trasmesso da Sundance Channel

#### Miglior corto animato
- O' Sole Minnie di Topolino
  - Be More di Adventure Time
  - Thanks But No Thanks di Phineas and Ferb
  - The Last Laserdisc Player di Regular Show
  - Born Again Virgin Christmas Special di Robot Chicken

#### Miglior corto live-action
- Between Two Ferns with Zach Galifianakis: President Barack Obama, trasmesso da FunnyOrDie.com
  - Childrens Hospital, trasmesso da Adult Swim
  - Parks and Rec in Europe, trasmesso da NBC.com
  - The Soup: True Detective, trasmesso da E!
  - Spettacolo di Bruno Mars durante l'intervallo del Super Bowl XLVIII

#### Miglior corto non-fiction
- 30 for 30 Shorts, trasmesso da ESPN
  - Comedians in Cars Getting Coffee, trasmesso da Crackle.com
  - Cosmos: A National Geographic Deeper Dive, trasmesso da NationalGeographic.com
  - I Was There: Boston Marathon Bombings, trasmesso da History.com
  - Jay Leno's Garage, trasmesso da NBC.com
  - Park Bench with Steve Buscemi, trasmesso da AOL

### Recitazione, doppiaggio e conduzione televisiva

#### Miglior attore guest star in una serie drammatica
- Joe Morton, per aver interpretato Rowan Pope in Scandal
  - Dylan Baker, per aver interpretato Colin Sweeney in The Good Wife
  - Beau Bridges, per aver interpretato Barton Scully in Masters of Sex
  - Reg E. Cathey, per aver interpretato Freddy in House of Cards - Gli intrighi del potere
  - Paul Giamatti, per aver interpretato Harold Levinson in Downton Abbey
  - Robert Morse, per aver interpretato Bertram Cooper in Mad Men

#### Miglior attrice guest star in una serie drammatica
- Allison Janney, per aver interpretato Margaret Scully in Masters of Sex
  - Kate Burton, per aver interpretato Sally Langston in Scandal
  - Jane Fonda, per aver interpretato Leona Lansing in The Newsroom
  - Kate Mara, per aver interpretato Zoe Barnes in House of Cards - Gli intrighi del potere
  - Margo Martindale, per aver interpretato Claudia in The Americans
  - Diana Rigg, per aver interpretato Lady Olenna Tyrell ne Il Trono di Spade

#### Miglior attore guest star in una serie commedia
- Jimmy Fallon, per la sua interpretazione al Saturday Night Live
  - Steve Buscemi, per aver interpretato Marty in Portlandia
  - Louis C.K., per la sua interpretazione al Saturday Night Live
  - Gary Cole, per aver interpretato Kent Davison in Veep - Vicepresidente incompetente
  - Nathan Lane, per aver interpretato Pepper Saltzman in Modern Family
  - Bob Newhart, per aver interpretato Arthur in The Big Bang Theory

#### Miglior attrice guest star in una serie commedia
- Uzo Aduba, per aver interpretato Suzanne "Crazy Eyes" Warren in Orange Is the New Black
  - Laverne Cox, per aver interpretato Sophia Burset in Orange Is the New Black
  - Joan Cusack, per aver interpretato Sheila Jackson in Shameless
  - Tina Fey, per la sua interpretazione al Saturday Night Live
  - Natasha Lyonne, per aver interpretato Nicky Nichols in Orange Is the New Black
  - Melissa McCarthy, per la sua interpretazione al Saturday Night Live

#### Miglior doppiatore
- Harry Shearer, per aver doppiato Kent Brockman, Mr. Burns, Burns da giovane e Smithers nell'episodio Four Regrettings and a Funeral de I Simpson
  - Chris Diamantapolous, per aver doppiato Topolino nell'episodio La coppia adorabile di Topolino
  - Stephen Full, per aver doppiato Stan nell'episodio My Parents Posted What?! di Dog with a Blog
  - Seth Green, per aver doppiato vari personaggi in Robot Chicken DC Comics Special II: Villains in Paradise
  - Maurice LaMarche, per aver doppiato Calculon e Morbo nell'episodio Calculon 2.0 di Futurama
  - Seth MacFarlane, per aver doppiato Peter Griffin, Stewie Griffin e Glenn Quagmire nell'episodio Into Harmony's Way de I Griffin

#### Miglior narratore
- Jeremy Irons, per aver narrato Game of Lions
  - Daniel Craig, per aver narrato One Life
  - Whoopi Goldberg, per aver narrato Whoopi Goldberg Presents Moms Mabley
  - Jane Lynch, per aver narrato Penguins: Waddle All the Way
  - Henry Strozier, per aver narrato Too Cute!

#### Miglior presentatore di un reality
- Jane Lynch, per aver presentato Hollywood Game Night
  - Tom Bergeron, per aver presentato Dancing with the Stars
  - Anthony Bourdain, per aver presentato The Taste
  - Cat Deeley, per aver presentato So You Think You Can Dance
  - Heidi Klum e Tim Gunn, per aver presentato Project Runway
  - Betty White, per aver presentato Betty White's Off Their Rockers

### Acconciature

#### Migliori acconciature per una serie single-camera
- Magi Vaughan e Adam James Phillips, per l'episodio 4x08 di Downton Abbey
  - Kevin Alexander, Candice Banks, Rosalia Culora, Gary Machin e Nicola Mount, per l'episodio Il leone e la rosa de Il Trono di Spade
  - Francesca Paris, Lisa Dellechiaie e Therese Ducey, per l'episodio William Wilson di Boardwalk Empire - L'impero del crimine
  - Theraesa Rivers, Arturo Rojas, Valerie Jackson e Ai Nakata, per l'episodio The Runaways di Mad Men

#### Migliori acconciature per una serie multi-camera o speciale
- Parrucchieri del Saturday Night Live, per la puntata con Anna Kendrick
  - Colleen Labaff e Kimberley Spiteri, per l'episodio Papà Tunde di The Originals
  - Anthony Wilson, Natasha Allegro e Cynthia Romo, per la cerimonia dei premi Oscar 2014
  - Parrucchieri di Dancing with the Stars, per la puntata 18x05
  - Parrucchieri di Key & Peele, per la puntata Substitute Teacher 3
  - Parrucchieri di The Voice, per la puntata 4x19

#### Migliori acconciature per una miniserie o film
- Monte C. Haught, Michelle Ceglia, Yolanda Mercadel e Daina Daigle, per American Horror Story: Coven
  - Audrey Anzures e Catherine Childers, per Bonnie & Clyde
  - Karen Bryan-Dawson, Kate Starr, Julie Kendrick, e Louise Coles, per la puntata Viva il re di The White Queen
  - Chris Clark, Joe Whitmeyer, Valerie Gladstone, Frida Ardottir e Lyndell Quiyou, per The Normal Heart
  - Nina Marie Paskowitz e Michael Moore, per l'episodio A Guy Walks Into a Bar di Mob City

### Casting

#### Miglior casting per una serie drammatica
- Alexa L. Fogel, Christine Kromer e Meagan Lewis, per True Detective
  - Sharon Bialy, Sherry Thomas e Kiira Arai, per Breaking Bad
  - Nina Gold e Robert Sterne, per Il Trono di Spade
  - Laray Mayfield e Julie Schubert, per House of Cards - Gli intrighi del potere
  - Mark Saks, per The Good Wife

#### Miglior casting per una serie commedia
- Jennifer Euston, per Orange Is the New Black
  - Jeff Greenberg, per Modern Family
  - Gayle Keller, per Louie
  - Allison Jones, Pat Moran e Meredith Tucker, per Veep - Vicepresidente incompetente
  - Julie Tucker e Ross Meyerson, per Nurse Jackie - Terapia d'urto

#### Miglior casting per una miniserie, film o speciale
- Rachel Tenner, Jackie Lind e Stephanie Gorin, per Fargo
  - Julia Duff e Kate Rhodes James, per Sherlock: L'ultimo giuramento
  - Alexa L. Fogel e Meagan Lewis, per Treme
  - Amanda Mackey e Cathy Sandrich Gelfond, per The Normal Heart
  - Robert J. Ulrich, Eric Dawson e Meagan Lewis, per American Horror Story: Coven

### Colonna sonora

#### Miglior composizione musicale per una serie televisiva
- Alan Silvestri, per la puntata Standing Up in the Milky Way di Cosmos: Odissea nello spazio
  - Jeff Beal, per l'episodio 2x13 di House of Cards - Gli intrighi del potere
  - T Bone Burnett, per l'episodio Form and Void di True Detective
  - Ramin Djawadi, per l'episodio La vipera e la montagna de Il Trono di Spade
  - John Lunn, per l'episodio 4x08 di Downton Abbey

#### Miglior composizione musicale per una miniserie, film o speciale
- David Arnold e Michael Price, per Sherlock: L'ultimo giuramento
  - Ludovic Bource, per Clear History
  - James Levine, per l'episodio Le sette meraviglie di American Horror Story: Coven
  - John Lunn, per la puntata La battaglia finale di The White Queen
  - Rob Mathes, per Herblock: The Black & The White
  - Jeff Russo, per l'episodio The Crocodile's Dilemma di Fargo

#### Miglior direzione musicale
- Don Was, per The Beatles: The Night That Changed America
  - David Chase, per The Sound of Music Live!
  - Elliot Lawrence e Jamie Lawrence, per la cerimonia dei Tony Award 2013
  - Lenny Pickett, Leon Pendarvis e Eli Brueggemann, per la puntata con Jimmy Fallon del Saturday Night Live
  - William Ross, per Barbra Streisand: Back to Brooklyn
  - William Ross, per la cerimonia dei premi Oscar 2014

#### Migliori musiche e testi originali
- Tom Kitt, e Lin-Manuel Miranda, per il brano Bigger!, dalla cerimonia dei Tony Award 2013
  - Eli Brueggemann, Chris Kelly, Sarah Schneider, Aidy Bryant e Kate McKinnon, per il brano Home For the Holiday, dalla puntata con Jimmy Fallon del Saturday Night Live
  - Bob Christianson e Alisa Hauser, per il brano No Trouble, da A Christmas Carol - The Concert
  - Joshua Funk e Rebecca Drysdale, per il brano Les Mis, dalla puntata Substitute Teacher 3 di Key & Peele
  - John William Kavanaugh e Craig Gerber, per il brano Merroway Cove, da Sofia la principessa - Il castello sul mare
  - Bob Thiele, Noah Gundersen e Kurt Sutter, per il brano Day Is Gone, dall'episodio A Mother's Work di Sons of Anarchy

#### Miglior tema musicale originale di una sigla
- Alan Silvestri, per la sigla di Cosmos: Odissea nello spazio
  - Julian Bear McCreary, per la sigla di Black Sails
  - Andrew Feltenstein e John Nau, per la sigla di The Spoils of Babylon
  - Daniele Luppi, per la sigla di Magic City
  - Brian Tyler e Robert Grant Lydecker, per la sigla di Sleepy Hollow

### Costumi

#### Migliori costumi per una serie televisiva
- Michele Clapton, Sheena Wichary, Alexander Fordham e Nina Ayres, per l'episodio Il leone e la rosa de Il Trono di Spade
  - Janie Bryant, Tiffany White Stanton e Stacy Horn, per l'episodio Time Zones di Mad Men
  - Eduardo Castro e Monique McRae, per l'episodio Una cosa curiosa di C'era una volta
  - John Dunn, Lisa Padovani e Joseph La Corte, per l'episodio New York Sour di Boardwalk Empire - L'impero del crimine
  - Caroline McCall, Heather Leat e Poli Kyriacou, per l'episodio 4x08 di Downton Abbey

#### Migliori costumi per una miniserie, film o speciale
- Lou Eyrich, Elizabeth Macey e Ken Van Duyne, per l'episodio Le streghe di New Orleans di American Horror Story: Coven
  - Sarah Arthur e Ceri Walford, per Sherlock: L'ultimo giuramento
  - Nic Ede, Raissa Hans e Elizabeth Healy, per la puntata Il prezzo del potere di The White Queen
  - Clair Nadon e Nicole Magny, per House of Versace
  - Daniel Orlandi, Gail A. Fitzgibbons, Hartsell Taylor e Maria Tortu, per The Normal Heart

### Direzione artistica

#### Miglior direzione artistica per una serie contemporanea o fantasy single-camera
- Deborah Riley, Paul Ghirardani e Rob Cameron, per gli episodi Le leggi degli dei e degli uomini e La vipera e la montagna de Il Trono di Spade
  - Steve Arnold, Halina Gebarowicz e Tiffany Zappulla, per gli episodi 2x05 e 2x11 di House of Cards - Gli intrighi del potere
  - Dave Blass, Oana Bogdan e Shauna Aronson, per gli episodi A Murder of Crowes, Wrong Roads e The Toll di Justified
  - Alex DiGerlando, Mara LePere-Schloop, Tim Beach e Cynthia Slagter, per gli episodi Form and Void, The Locked Room e Seeing Things di True Detective
  - Suzuki Ingerslev, Cat Smith e Ron V. Franco, per gli episodi La trappola, L'amara verità e Salvala di True Blood

#### Miglior direzione artistica per una serie in costume single-camera, miniserie o film
- Bill Groom, Adam Scher e Carol Silverman, per gli episodi Erlkonig, The Old Ship of Zion e Farewell Daddy Blues di Boardwalk Empire - L'impero del crimine
  - Dan Bishop, Shanna Starzyk e Claudette Didul, per l'episodio Time Zones di Mad Men
  - Andrew Jackness, Kevin Rupnik e Ellen Christiansen, per l'episodio pilota di Masters of Sex
  - Donal Woods, Mark Kebby e Gina Cromwell, per l'episodio 4x08 di Downton Abbey
  - Mark Worthington, Andrew Murdock e Ellen Brill, per American Horror Story: Coven

#### Miglior direzione artistica per una serie contemporanea con episodi inferiori ai 30 minuti
- Ray Yamagata, Chikako Suzuki e Tim Stepeck, per gli episodi Wreckage, Middlegame e Zhang di House of Lies
  - Claire Bennett, Sam Kramer e Brian Kasch, per l'episodio Las Vegas di Modern Family
  - Jim Gloster, Sharon Davis e Jennifer Engel, per gli episodi Clovis, Detroit e Special Relationship di Veep - Vicepresidente incompetente
  - John Shaffner, Francoise Cherry-Cohen e Ann Shea, per gli episodi L'insufficienza da Hofstadter, La manipolazione della locomotiva e La trasmutazione di Proton di The Big Bang Theory
  - Richard Toyon, L.J. Houdyshell e Cynthia Slagter, per gli episodi Articles of Incorporation, Signaling Risk e Optimal Tip-to-Tip Efficiency di Silicon Valley

#### Miglior direzione artistica per un programma non-fiction, varietà o reality
- Derek McLane, Joe Celli e Gloria Lamb, per la cerimonia dei premi Oscar 2014
  - Eugene Lee, Akira Yoshimura, Keith Ian Raywood e N. Joseph DeTullio, per le puntate con Jimmy Fallon, Jonah Hill e Anna Kendrick del Saturday Night Live
  - Seth Reed e Johnny Jos, per le puntate Hiding in the Light, The Lost Worlds of Planet Earth e Unafraid of the Dark di Cosmos: Odissea nello spazio
  - Tyler Robinson, Schuyler Telleen e Katherine Isom, per gli episodi Celery, Sharing Finances e 3D Printer di Portlandia
  - George Tsypin e Rob Bissinger, per la cerimonia di apertura dei XXII Giochi olimpici invernali
  - Anton Goss, James Pearse Connelly, Zeya Maurer, Lydia Smyth e Kristen O'Malley, per le puntate 5x16, 6x01 e 6x07 di The Voice

### Effetti speciali e visivi

#### Migliori effetti speciali e visivi
- Joe Bauer, Joern Grosshans, Steve Kullback, Adam Chazen, Eric Carney, Sabrina Gerhardt, Matthew Rouleau, Thomas H. Schelesny, Robert Simon, per l'episodio I figli della foresta de Il Trono di Spade
  - Rainer Gombos, Addie Manis, Natasha Francis, Luke McDonald, Sam Edwards, Michael Maher, Dominic Vidal, Ryan Tudhope e Ergin Kuke, per la puntata The Immortals di Cosmos: Odissea nello spazio
  - Mark Kolpack, Gary D'Amico, Sabrina M. Arnold, Tracy Takahashi, Jonathan Tanimoto, Kevin Lingenfelser, Matt Von Brock, Thomas Mahoney e Mitch Gates, per l'episodio T.A.H.I.T.I. di Agents of S.H.I.E.L.D.
  - Andrew Orloff, Michael Cliett, Tyler Weiss, Kornel Farkas, Chris Pounds, Andrew Bain e Mike Rhone, per l'episodio We Are Grounders, Part 2 di The 100
  - Jay Worth, Robert Habros, Curtis Krick, Steve Melchiorre, Michael Cliett, Christopher Lance, David Beedon, Adam Stern e Jared Jones, per l'episodio Episodi di Almost Human#Il fattore umano di Almost Human

#### Migliori effetti speciali e visivi di supporto
- Erik Henry, Paul Graff, George Murphy, Annemarie Griggs, Mitch Claspy, Jeremy Hattingh, Doug Hardy, Nick Hsieh e Steve Messing, per l'episodio I. di Black Sails
  - Tom Horton, Nicky Walsh, Paul Simpson, Gavin Gregory, Simon A. Mills, Louis Dunlevy, Paul Round, Stefan Susemihl e Alex Snookes, per l'episodio L'erede di Da Vinci's Demons
  - Armen V. Kevorkian, Alexander G. Soltes, John Hartigan, Jane Sharvina, Rick Ramirez, Dan Lopez, Steve Graves, Andranik Taranyan e Chad Schott, per l'episodio Onora il padre di Hawaii Five-0
  - Dominic Remane, Dennis Berardi, Michael Borrett, Bill Halliday, Ovidiu Cinazan e Jim Maxwell, per l'episodio Invasion di Vikings
  - Victor Scalise, Darrell Dean Pritchett, Matt Robken, Gary Romey, Martin Hilke, Diego Galtieri, Michael Cook, William L. Arance, Dylen Velasquez, per l'episodio Calma apparente di The Walking Dead
  - Jason Maxwell Sperling, Richard E. Cordobes, Michael Joseph Morreale, Michael Enriquez, Valeri Ann Pfahning, William L. Arance, Megan Ellen Omi, Diego Galtieri e Franco Leng, per l'episodio A Guy Walks Into a Bar di Mob City

### Fotografia

#### Miglior fotografia per una serie single-camera
- Adam Arkapaw, per l'episodio Who Goes There di True Detective
  - Jonathan Freeman, per l'episodio Le due spade de Il Trono di Spade
  - Anette Haellmigk, per l'episodio Il leone e la rosa de Il Trono di Spade
  - David Klein, per l'episodio La stella di Homeland - Caccia alla spia
  - Igor Martinovic, per l'episodio 2x05 di House of Cards - Gli intrighi del potere
  - Michael Slovis, per l'episodio Tutto torna di Breaking Bad

#### Miglior fotografia per una serie multi-camera
- Christian La Fountaine, per l'episodio Daisy di How I Met Your Mother
  - Gary Baum, per l'episodio Weekend poco tranquillo di Mike & Molly
  - Christian La Fountaine, per l'episodio ...e il quasi divorzio di 2 Broke Girls
  - George Mooradian, per l'episodio When Haskell Met Sammy di The Exes
  - Donald A. Morgan, per l'episodio Eve's Boyfriend de L'uomo di casa

#### Miglior fotografia per una miniserie o film
- Neville Kidd, per Sherlock: L'ultimo giuramento
  - Dana Gonzales, per l'episodio Buridan's Ass di Fargo
  - Matt Lloyd, per l'episodio The Crocodile's Dilemma di Fargo
  - Danny Moder, per The Normal Heart
  - Stephen St. John, per Killing Kennedy
  - Edward Wild, per la prima puntata di Fleming - Essere James Bond

#### Miglior fotografia per un programma non-fiction
- Fotografi di The Square
  - Jake Burghart e Jerry Ricciotti, per la puntata Greenland Is Melting/Bonded Labor di Vice
  - Morgan Fallon, per la puntata Tokyo di Anthony Bourdain: Parts Unknown
  - Todd Liebler e Zach Zamboni, per la puntata Punjab di Anthony Bourdain: Parts Unknown
  - Bill Pope, per la puntata Standing Up in the Milky Way di Cosmos: Odissea nello spazio

#### Miglior fotografia per un reality
- Fotografi di Deadliest Catch, per la puntata Careful What You Wish For
  - Alex Van Wagner per la puntata 6x01 di The Voice
  - Gus Dominguez, per la puntata Tie the Knot di Project Runway
  - Brian Mandle, per la puntata Of Moose and Men di Alaska: The Last Frontier
  - Fotografi di The Amazing Race, per la puntata Part Like The Red Sea
  - Fotografi di Survivor, per la puntata Mad Treasure Hunt (Cagayan)

### Illuminazione

#### Miglior illuminazione per un varietà
- Direttori delle luci di Dancing with the Stars, per la puntata 17x11 
  - Direttori delle luci di America's Got Talent, per la puntata 8x26
  - Direttori delle luci del Saturday Night Live, per la puntata con Jimmy Fallon
  - Direttori delle luci del The Tonight Show Starring Jimmy Fallon, per la prima puntata
  - Direttori delle luci di The Voice, per la puntata 6x19

#### Miglior illuminazione per uno speciale varietà
- Direttori delle luci della cerimonia di apertura dei XXII Giochi olimpici invernali
  - Direttori delle luci di The Beatles: The Night That Changed America
  - Direttori delle luci della cerimonia dei Grammy Awards 2014
  - Direttori delle luci della cerimonia dei premi Oscar 2014
  - Direttori delle luci della cerimonia dei Tony Award 2013
  - Direttori delle luci dello spettacolo di Bruno Mars durante l'intervallo del Super Bowl XLVIII

### Montaggio

#### Montaggio video

##### Miglior montaggio video per una serie drammatica single-camera
- Skip MacDonald, per l'episodio Felina di Breaking Bad
  - Kelley Dixon, per l'episodio Riserva indiana di Breaking Bad
  - Kelley Dixon e Chris McCaleb, per l'episodio Tutto torna di Breaking Bad
  - Affonso Gonçalves, per l'episodio Who Goes There di True Detective
  - Byron Smith, per l'episodio 2x01 di House of Cards - Gli intrighi del potere

##### Miglior montaggio video per una serie commedia single-camera
- William Turro, per l'episodio Pugno alla tetta di Orange Is the New Black
  - Bill Benz e Daniel Gray Longino, per l'episodio Getting Away di Portlandia
  - Ryan Case, per l'episodio Las Vegas di Modern Family
  - Shannon Mary Mitchell, per l'episodio Non puoi guarire un pazzo di Orange Is the New Black
  - Michael S. Stern, per l'episodio Uomini duri con sentimenti di Orange Is the New Black

##### Miglior montaggio video per una serie commedia multi-camera
- Peter Chakos, per l'episodio L'estrazione di Cooper di The Big Bang Theory
  - Christein Aromando e Jason Baker, per la puntata 9x115 di The Colbert Report
  - James Crowe, Jason Bielski, Brian Marsh, Kevin McCullough e Matt Williams, per la puntata Behind the Scandelabra di Jimmy Kimmel Live
  - Sue Federman, per l'episodio Gary Blauman di How I Met Your Mother
  - Robert York, Eric Davies, Graham Frazier e Daric Schlesselman, per la puntata 19x06 del The Daily Show with Jon Stewart

##### Miglior montaggio video per una miniserie o film single-camera
- Yan Miles, per Sherlock: L'ultimo giuramento
  - Bridget Durnford, per l'episodio The Rooster Prince di Fargo
  - Regis Kimble, per l'episodio Buridan's Ass di Fargo
  - Skip MacDonald, per l'episodio The Crocodile's Dilemma di Fargo
  - Adam Penn, per The Normal Heart

##### Miglior montaggio video per corti e speciali varietà
- Eric Davies, per il segmento McConnelling '013 – Daft Punk'd di The Daily Show with Jon Stewart
  - Christein Aromando, per il segmento People Destroying America: Vicco Mayor Johnny Cummings di The Colbert Report
  - Jason Baker, per il segmento StePhfest Colbchella '013 – Daft Punk'd di The Colbert Report
  - Kent Beyda, per Billy Crystal: 700 Sundays
  - Michael Polito, Debra Light, Thomas Mitchell, Dave Brown, e Pi Ware, per AFI Life Achievement Award: A Tribute to Mel Brooks

##### Miglior montaggio video per un programma non-fiction
- Pedro Kos, Christopher de la Torre e Muhamed El Manasterly, per The Square
  - Gordon Mason, Stephen Ellis e Phil McDonald, per la puntata Jimi Hendrix: Hear My Train a Comin' di American Masters
  - Nick Brigden, per la puntata Tokyo di Anthony Bourdain: Parts Unknown
  - John Duffy, Michael O'Halloran e Eric Lea, per la puntata Standing Up in the Milky Way di Cosmos: Odissea nello spazio
  - Gordon Mason, Stephen Ellis e Phil McDonald, per la puntata Jimi Hendrix: Hear My Train a Comin' di American Masters
  - Chris A. Peterson, per The Sixties: The Assassination of President Kennedy

##### Miglior montaggio video per un reality
- Montatori di Deadliest Catch, per la puntata Careful What You Wish For
  - Montatori di The Amazing Race, per la puntata Part Like the Red Sea
  - Montatori di Naked and Afraid, per la puntata The Jungle Curse
  - Montatori di Project Runway, per la puntata Finale, Part 2
  - Montatori di Survivor, per la puntata Head of the Snake (Cagayan)
  - Montatori di The Voice, per la puntata 6x01

#### Montaggio audio

##### Miglior montaggio audio per una serie televisiva
- Montatori di Black Sails, per l'episodio I.
  - Montatori di Boardwalk Empire - L'impero del crimine, per l'episodio White Horse Pike
  - Montatori di Breaking Bad, per l'episodio Felina
  - Montatori de Il Trono di Spade, per l'episodio Il coraggio di pochi
  - Montatori di The Walking Dead, per l'episodio Indietro non si torna

##### Miglior montaggio audio per una miniserie, film o speciale
- Montatori di Sherlock: L'ultimo giuramento
  - Montatori di American Horror Story: Coven, per l'episodio Lealtà
  - Montatori di Bonnie & Clyde, per la puntata Night Two
  - Montatori di Fargo, per l'episodio The Crocodile's Dilemma
  - Montatori di Klondike, per la prima parte
  - Montatori di Mob City, per l'episodio Oxpecker & Stay Down

##### Miglior montaggio audio per un programma non-fiction
- Montatori di Cosmos: Odissea nello spazio, per la puntata Standing Up in the Milky Way
  - Montatori di The Amazing Race, per la puntata Part Like the Red Sea
  - Montatori di Anthony Bourdain: Parts Unknown, per la puntata Punjab
  - Montatori di Vice, per la puntata Terrorist University/Armageddon Now
  - Montatori di The World Wars, per la puntata Trial By Fire

#### Missaggio

##### Miglior missaggio per una serie drammatica o commedia con episodi di oltre 30 minuti
- Ingegneri di House of Cards - Gli intrighi del potere, per l'episodio 2x01
  - Ingegneri di Breaking Bad, per l'episodio Felina
  - Ingegneri di Downton Abbey, per l'episodio 4x08
  - Ingegneri de Il Trono di Spade, per l'episodio Il coraggio di pochi
  - Ingegneri di Homeland - Caccia alla spia, per l'episodio Buona notte

##### Miglior missaggio per una miniserie o film
- Ingegneri di Treme, per l'episodio Sunset on Louisianne
  - Ingegneri di American Horror Story: Coven, per l'episodio Lealtà
  - Ingegneri di Fargo, per l'episodio The Crocodile's Dilemma
  - Ingegneri di Killing Kennedy
  - Ingegneri di Sherlock: L'ultimo giuramento

##### Miglior missaggio per una serie drammatica o commedia con episodi inferiori ai 30 minuti e d'animazione
- Ingegneri di Nurse Jackie - Terapia d'urto, per l'episodio The Lady with the Lamp
  - Ingegneri di Californication, per l'episodio Kickoff
  - Ingegneri di Modern Family, per l'episodio Il matrimonio (prima parte)
  - Ingegneri de I Simpson, per l'episodio Married to the Blob
  - Ingegneri di Veep - Vicepresidente incompetente, per l'episodio Detroit

##### Miglior missaggio per un varietà o speciale
- Ingegneri della cerimonia dei Grammy Awards 2014
  - Ingegneri di The Beatles: The Night That Changed America
  - Ingegneri dei Kennedy Center Honors
  - Ingegneri della cerimonia dei premi Oscar 2014
  - Ingegneri di The Voice, per la puntata 6x19

##### Miglior missaggio per un programma non-fiction
- Ingegneri di American Masters, per la puntata Jimi Hendrix: Hear My Train a Comin'
  - Ingegneri di The Amazing Race, per la puntata Part Like the Red Sea
  - Ingegneri di Anthony Bourdain: Parts Unknown, per la puntata Tokyo
  - Ingegneri di Cosmos: Odissea nello spazio, per la puntata Standing Up in the Milky Way
  - Ingegneri di Deadliest Catch, per la puntata Careful What You Wish For

### Regia

#### Miglior regia per un varietà
- Don Roy King, per la puntata con Jimmy Fallon del Saturday Night Live
  - Dave Diomedi, per la prima puntata di The Tonight Show Starring Jimmy Fallon
  - James Hoskinson, per la puntata 9x135 di The Colbert Report
  - Jonathan Krisel, per l'episodio Getting Away di Portlandia
  - Chuck O'Neil, per la puntata 18x153 di The Daily Show with Jon Stewart

#### Miglior regia per un programma non-fiction
- Jehane Noujaim, per The Square
  - Brannon Braga, per la puntata Standing Up in the Milky Way di Cosmos: Odissea nello spazio
  - Ken Fuchs, per la puntata 5x01 di Shark Tank
  - Bertram van Munster, per la puntata Part Like the Red Sea di The Amazing Race
  - Craig Spirko, per la puntata Sky's the Limit di Project Runway

### Riprese

#### Miglior direzione tecnica, operazioni di ripresa e controllo video per una serie televisiva
- Troupe di Dancing with the Stars, per la puntata 17x11
  - Troupe di The Big Bang Theory, per l'episodio La manipolazione della locomotiva
  - Troupe di The Daily Show with Jon Stewart, per la puntata 18x153
  - Troupe di Jimmy Kimmel Live, per la puntata In Austin
  - Troupe di Saturday Night Live, per la puntata con Jimmy Fallon
  - Troupe di The Voice, per la puntata 5x19

#### Miglior direzione tecnica, operazioni di ripresa e controllo video per una miniserie, film o speciale
- Troupe di The Sound of Music Live!
  - Troupe della cerimonia dei premi Oscar 2014
  - Troupe della cerimonia di apertura dei XXII Giochi olimpici invernali
  - Troupe della cerimonia dei Tony Award 2013

### Sceneggiatura

#### Miglior sceneggiatura per un varietà
- Autori di The Colbert Report
  - Autori di The Daily Show with Jon Stewart
  - Autori di Inside Amy Schumer
  - Autori di Key & Peele
  - Autori di Portlandia
  - Autori di The Tonight Show Starring Jimmy Fallon

#### Miglior sceneggiatura per un programma non-fiction
- Ann Druyan e Steven Soter, per la puntata Standing Up in the Milky Way di Cosmos: Odissea nello spazio
  - Adam Bolt, per la puntata The Surge di Years of Living Dangerously
  - Anthony Bourdain, per la puntata Congo di Anthony Bourdain: Parts Unknown
  - Stephen David e David C. White, per la puntata Trial by Fire di The World Wars
  - Mark Zwonitzer, per JFK (American Experience)

### Sigla

#### Miglior design di una sigla
- Patrick Clair, Raoul Marks e Jennifer Sofio Hall, per True Detective
  - Leanne Dare, Yi-Jen Liu, Jon Forsman e Gabriel Britz, per Masters of Sex
  - Curtis Doss, Shaun Collings, Randall Smith e Tom Connors, per Cosmos: Odissea nello spazio
  - Karen Fong, Michelle Dougherty, Alan Williams e Kris Kuksi, per Black Sails
  - Garson Yu e Mehmet Kizilay, per Silicon Valley

### Stunt

#### Miglior coordinamento stunt per una serie drammatica, miniserie o film
- Cort L. Hessler III, per The Blacklist
  - Jeff Cadiente, per Hawaii Five-0
  - Paul Herbert, per Il Trono di Spade
  - Hiro Koda, per True Blood
  - Matt Taylor, per Grimm
  - Jeff Wolfe, per Revolution

#### Miglior coordinamento stunt per una serie commedia o varietà
- Norman Howell, per Brooklyn Nine-Nine
  - Vince Deadrick, per Sam & Cat
  - Julie Michaels, per Shameless
  - Casey Charles O'Neill, per Community
  - Marc Scizak, per It's Always Sunny in Philadelphia

### Trucco

#### Miglior trucco per una serie single-camera (non prostetico)
- Felicity Bowring, Wendy Bell, Ann Pala, Kim Perrodin e Linda Dowds, per l'episodio The Secret Fate of All of Life di True Detective
  - Tarra Day e Corey Welk, per l'episodio Declino di Breaking Bad
  - Lana Horochowski, Ron Pipes, Ken Neiderbaumer, Maurine Burke e Jen Greenberg, per l'episodio The Runaways di Mad Men
  - Michele Paris, Steven Lawrence e Anette Lian-Williams, per l'episodio New York Sour di Boardwalk Empire - L'impero del crimine
  - Jane Walker e Ann McEwan, per l'episodio In cerca di un colpevole de Il Trono di Spade

#### Miglior trucco per una serie multi-camera o speciale (non prostetico)
- Truccatori del Saturday Night Live, per la puntata con Jimmy Fallon
  - Truccatori di Dancing with the Stars, per la puntata 17x03
  - Truccatori di Key & Peele, per la puntata East/West Bowl Rap
  - Truccatori di So You Think You Can Dance, per la puntata finale della decima stagione
  - Truccatori di The Voice, per la puntata 5x16

#### Miglior trucco per una miniserie o film (non prostetico)
- Eryn Krueger Mekash, Sherri Berman Laurence, Nicky Pattison, LuAnn Claps, Mike Mekash e Carla White, per The Normal Heart
  - Gail Kennedy, Joanne Preece, Gunther Schetterer e Keith Sayer, per Fargo
  - Todd McIntosh, David De Leon e Amber Crowe, per Anna Nicole
  - Eryn Krueger Mekash, Kim Ayers, Vicki Vacca, Mike Mekash, Christopher Nelson e Lucy O'Reilly, per American Horror Story: Coven
  - Trefor Proud e Karri Farris, per Bonnie & Clyde

#### Miglior trucco prostetico per una serie, miniserie, film o speciale
- Jane Walker e Barrie Gower, per l'episodio I figli della foresta de Il Trono di Spade
  - Tarra Day, Steve LaPorte, Greg Nicotero, Stephan Dupuis, Howard Leigh Berger, per l'episodio Felina di Breaking Bad
  - Todd McIntosh, David De Leon e Greg Cannom, per Anna Nicole
  - Eryn Krueger Mekash, Sherri Berman Laurence, Christien Tinsley, Mary Anne Spano, James Sarzotti e Nicky Pattison, per The Normal Heart
  - Eryn Krueger Mekash, Mike Mekash, Christien Tinsley, Jason Hamer, Christopher Nelson, David L. Anderson, Cristina Patterson e Rob Freitas, per American Horror Story: Coven
  - Michele Paris e Steven Lawrence, per l'episodio William Wilson di Boardwalk Empire - L'impero del crimine

### Pubblicità

#### Miglior spot televisivo
- Misunderstood di Apple
  - Childlike Imagination di General Imagination
  - Hero's Welcome di Budweiser
  - Possibilities di Nike
  - Puppy Love di Budweiser

### Media interattivi

#### Miglior programma interattivo
- The Tonight Show Starring Jimmy Fallon Digital Experience
  - Comedy Central's @midnight
  - Game of Thrones Premiere - Facebook Live and Instagram
  - The Voice

## Premi speciali
- Governors Award: direttrice del casting Marion Dougherty.[4]

## Premi della giuria
I vincitori dei premi della giuria, anch'essi consegnati durante la cerimonia dei Creative Arts Emmy Awards, sono stati annunciati tra il 31 luglio 2014 e la sera della stessa cerimonia. Tali categorie, eccetto quelle dedicate alle coreografie e alle produzioni di documentari, non prevedono candidature ufficiali: le opere proposte dagli addetti ai lavori vengono giudicate da una ristretta e selezionata giuria di professionisti, i quali decidono se il lavoro visionato è meritevole di un premio Emmy. Per l'assegnazione di un premio la decisione deve essere unanime.

### Miglior coreografia
- Tabitha Dumo e Napoleon Dumo, per le esibizioni Puttin' on the Ritz, Gold Rush e Run the World in So You Think You Can Dance
  - Derek Hough, per le esibizioni Human, Ameksa e Too Darn Hot in Dancing with the Stars
  - Mandy Moore, per le esibizioni Edge of Glory, Feelin' Good e I Can't Make You Love Me in So You Think You Can Dance
  - Christopher Scott, per le esibizioni Trigger, Sand e The Gravel Road in So You Think You Can Dance
  - Travis Wall, per le esibizioni Hanging by a Thread, Wicked Game e Medicine in So You Think You Can Dance

### Migliori costumi per un varietà o speciale
- Tom Broecker e Eric Justian, per la puntata con Jimmy Fallon del Saturday Night Live
- Marina Toybina e Grainne O'Sullivan, per la puntata 10x08 di So You Think You Can Dance

### Miglior realizzazione individuale nell'animazione
- Cameron Baity, animatore, per l'episodio DC Comics Special II: Villains In Paradise di Robot Chicken
- Nick Edwards, disegnatore dei personaggi, per l'episodio Paura del buio di Uncle Grandpa
- Nick Jennings, direttore artistico, per l'episodio Il magico della scienza di Adventure Time
- Jasmin Lai, colorista di sfondi, per Le Superchicche: Pantadanza
- Dmitry Malanitchev, progettista dei colori, per l'episodio La paura fa novanta XXIV de I Simpson
- Charles Ragins, disegnatore di sfondi, per l'episodio La paura fa novanta XXIV de I Simpson
- Sean Szeles, illustratore di storyboard, per Long Live the Royals di CartoonNetwork.com
- Narina Sokolova, colorista di sfondi, per l'episodio O' Sole Minnie di Topolino
- Valerio Ventura, disegnatore di sfondi, per l'episodio La coppia adorabile di Topolino
- Ian Worrel, direttore artistico, per l'episodio Il catturasogni di Gravity Falls

### Eccezionali meriti nella produzione di documentari
- Produttori di Life According to Sam, trasmesso dalla HBO
  - Produttori di The Amish: Shunned (American Experience), trasmesso da PBS
  - Produttori di Brave Miss World, trasmesso da Netflix
  - Produttori di Hillsborough (30 For 30 Soccer Stories), trasmesso da ESPN

### Miglior realizzazione creativa nell'interattività multimediale
- Sottocategoria narrazione multipiattaforma: Skywire Live with Nik Wallenda di Discovery Channel
- Sottocategoria programma interattivo originale: Just a Reflektor di justareflektor.com
- Sottocategoria esperienza social: hitRECord on TV di pivot.tv e Live from Space di National Geographic Channel
- Sottocategoria esperienza utente e progettazione visiva: Game of Thrones Viewers Guide di HBO e Xfinity Tv on the X1 Platform di comcast.com